# Східнопрусська операція
Схі́днопру́сська наступа́льна опера́ція (13 січня — 25 квітня 1945) — стратегічна наступальна операція радянських військ у завершальний період німецько-радянської війни 1941—45.

## Загальний задум
Метою операції був розгром стратегічного угруповання німецьких військ у Східній Пруссії і північній частині Польщі. Східно-Прусську операцію проводили війська 2-го (Маршал Радянського Союзу К. К. Рокоссовський) і 3-го (генерал армії І. Д. Черняховський, з 20 лютого Маршал Радянського Союзу О. М. Василевський) Білоруських фронтів за участю 43-ї армії 1-го Прибалтійського фронту (генерал армії І. Х. Баграмян) і за сприяння Балтійського флоту (адмірал В. П. Трибуц) — всього 15 загальновійськових та 1 танкова армія, 5 танкових і механізованих корпусів, 2 повітряні армії (1670 тис. чол., 28 360 гармат і мінометів, 3300 танків і самохідних артилерійських установок, близько 3000 літаків).
У Східній Пруссії противник створив потужну систему укріплень. На початку 1945 тут оборонялася група армій «Центр» (з 26 січня група армій «Північ») під командуванням генерал-полковника Г. Райнхардта (з 26 січня генерал-полковника Л. Рендуліча) у складі 1 танкової і 2 польових армій і 1 повітряного флоту (всього 41 дивізія і 1 бригада — 580 тис. осіб і 200 тис. фольксштурмістов, 8200 гармат і мінометів, близько 700 танків і штурмових гармат, 515 літаків).
Задум радянського Верховного Головнокомандування — ударами, що охоплюють, на північ від Мазурських озер на Кенігсберг (нині Калінінград) і на південь від них на Млаву, Ельбінг (нині Ельблонг) відсікти східно-прусське угрупування від останніх сил націстської Німеччини, притиснути її до моря і знищити.

## Хід операції

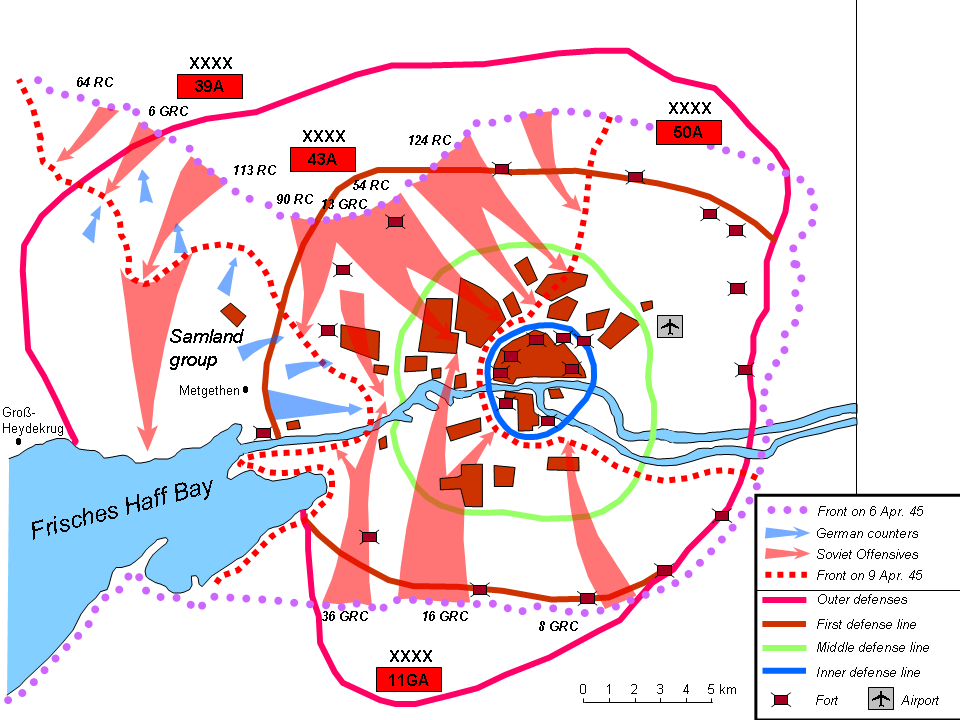
Кенігсберзька наступальна операція

Війська 3-го Білоруського фронту почали наступ 13 січня 1945 і, зламавши наполегливий опір військ Вермахту, 18 січня прорвали оборону німців північніше Гумбіннена (нині Гусев) на фронті 65 км і на глибину 20—30 км. Війська 2-го Білоруського фронту перейшли в наступ 14 січня, після напружених боїв прорвали головну смугу оборони і, розвиваючи стрімкий наступ, 26 січня вийшли до Балтійського моря північніше Ельбінга. 22—29 січня на узбережжя вийшли війська 3-го Білоруського фронту. Основні сили Вермахту (близько 29 дивізій) були розчленовані на ізольовані угрупування (гайлігенбайлську, кенігсберзьку і земландську); лише частина сил 2-ї німецької армії встигла відійти за Віслу до Померанію. Знищення притиснутих до моря угрупувань було покладене на війська 3-го Білоруського фронту, посиленого 4 арміями 2-го Білоруського фронту, решта сил якого розпочали проведення Східнопомеранської операції 1945 року.
Війська 3-го Білоруського фронту 13 березня відновили наступ і до 29 березня ліквідували гайлігенбайлське угруповання. В ході Кенігсберзької операції 1945 року було розгромлено кенігсберзьке угрупування, залишки якого капітулювали 9 квітня. 13—25 квітня був завершений розгром земландського угрупування.